# Apillapampa
Apillapampa is een plaats in het departement Cochabamba, Bolivia. De plaats ligt in de gemeente Capinota, gelegen in de gelijknamige provincie Capinota. 
In de gemeente Capinota spreekt 90,9 procent van de bevolking Quechua.

## Bevolking
| Jaar | Populatie |
| ---- | --------- |
| 1992 | -         |
| 2001 | 1.318     |
| 2012 | 1.180     |